# Río Lane Cove
El río Lane Cove es un afluente del río Parramatta en Nueva Gales del Sur, Australia. Su curso inferior forma un brazo del puerto de Sídney.

## Ecología
El río Lane Cove nace cerca de Thornleigh y fluye generalmente hacia el sur unos 15 kilómetros. Su zona de captación es de aproximadamente 95,4 kilómetros cuadrados.
Los tramos superiores discurren por un estrecho valle boscoso erosionado en la meseta de la Costa Norte.  El curso medio está represado por un dique justo aguas arriba del puente de Fullers. Algunas secciones del valle son boscosas y están protegidas dentro del parque nacional Lane Cove, un área de 598 hectáreas (1.480 acres), anteriormente un Zona de Ocio del Estado. Los tramos inferiores del río Lane Cove, aguas abajo de la presa cerca del Puente Fullers, son zonas de marea y se unen al Puerto de Sídney en Greenwich y Woolwich. Hay zonas importantes de comunidades de manglares a lo largo de las costas.

## Registro en el Patrimonio Nacional
La zona que rodea el río, de no más de 1 kilómetro (0,62 millas) de ancho, forma el parque nacional Lane Cove, y es un sitio de importancia ecológica, inscrito en el Registro Australiano del Patrimonio Nacional. Contiene una comunidad de hongos en peligro de extinción, algunas especies de las cuales aún no han sido clasificadas..
El Parque Turístico del Río Lane Cove, un popular parque de caravanas y camping, está situado en el lado occidental del valle sobre el río.

## Gran Paseo del Norte
En las orillas del río Lane Cove existen muchos antiguos senderos y pistas que ahora se utilizan con fines recreativos. Algunos de ellos han sido incorporados al Gran Paseo del Norte, un sendero de larga distancia que va de Sídney a Newcastle. Este sendero pasa a lo largo del río Lane Cove entre la avenida Boronia, Hunters Hill, Thornleigh Oval y Thornleigh.

## Elementos culturales de importancia
Harry Smith era un hombre de negocios que poseía tierras en lo que ahora es la zona de Marsfield. Smith creó un área de pícnic en una sección de su propiedad que llamó Parque Curzon, que bordeaba el río Lane Cove y consistía en ochenta acres de arbustos. El área de pícnic hace tiempo que ha vuelto a la naturaleza, pero todavía se puede ver un conjunto de escalones de piedra en la cima de la escarpa sobre el río. Es casi seguro que Smith mandó construir estos escalones para dar acceso a la zona de pícnic. Esto se apoya en una noticia de 1899, que afirma que un conjunto de escalones de piedra bajaba hasta la zona de pícnic.
El río es conocido por ser el lugar de las misteriosas muertes del Dr. Gilbert Bogle y Margaret Chandler el 1 de enero de 1963. Nunca se ha establecido la causa de sus muertes; pero existe una  teoría de que las dos muertes puedieron haber sido causadas por envenenamiento accidental con sulfuro de hidrógeno, debido a la acumulación de gas venenoso bajo el lecho del río que se formó tanto de forma natural como por los contaminantes de las fábricas cercanas a lo largo del río.

## Puentes
Cuatro puentes cruzan el río Lane Cove
- De Burghs Bridge en la A3 que conecta North Ryde y West Pymble.
- Fullers Bridge en la A38, que conecta Chatswood y North Ryde
- Epping Road Bridge por donde discurre el tráfico de la M2 Hills Motorway
- Fig Tree Bridge en la carretera de Burns Bay, que conecta Lane Cove West y Hunters Hill.